# Alejandra Sabena
Alejandra Andrea Sabena (Villa Carlos Paz, Córdoba, Argentina, 14 de abril de 1973) es una bailarina, coreógrafa y maestra de danza especializada en tango y folclore argentino. Ha desarrollado una destacada carrera artística y docente tanto en Argentina como en Europa.

## Primeros años
Alejandra Sabena nació el 14 de abril de 1973 en la ciudad turística de Villa Carlos Paz, en la provincia de Córdoba, Argentina. Desde temprana edad mostró interés por la danza, comenzando sus estudios de baile a los tres años en el Instituto Integral de Danzas Cristina Sánchez. 
Entre 1978 y 1991 completó su formación como profesora en Danzas Clásicas, Danzas Españolas y Folclore Argentino bajo la enseñanza de maestros destacados como Cristina Sánchez, José Zartmann, Marta Aldasoro, Ethel Lynch, Mario Bustos, Segundo Pereyra, Santiago Ayala “El Chúcaro”. Desde entonces se especializó en Tango Argentino asistiendo a las clases del maestro Osvaldo Zotto y con la tutela de famosos milongueros como Los Dinzel, Ángel Peppa, Puppy Castello, Teté Rusconi, Juan Carlos Copes o Miguel Ángel Zotto, entre otros.
En 1985 fue invitada a integrar el Ballet Carlos Paz y en 1991 fue seleccionada para unirse al Gran Ballet Argentino, lo que marcó el inicio de su carrera internacional. A continuación, se formó profesionalmente en Bailes de Salón y Ritmos Latinos, realizando estudios de Coreografía, Danzas Folclóricas Latinoamericanas, Teatro y Modelaje.

## Carrera artística
A los 18 años, Alejandra Sabena se unió al Gran Ballet Argentino, donde fue bailarina titular desde 1991 hasta 2004 bajo la dirección del maestro y coreógrafo Miguel A. Tapia. Durante este período, participó en giras internacionales representando la cultura argentina en más de 15 países. Desde 1992 fue Primera Bailarina, llegando a ser Maestra de Clase, Asesora Coreográfica y Asistente de Dirección del ballet.
En paralelo, trabajó como bailarina oficial de la orquesta del compositor Jorge Arduh, actuando como pareja solista junto a bailarines como Adrián Aragón y Diego Escobar. También se destacó como pareja solista en espectáculos del cantante Julio Iglesias.
En 1998 se trasladó a Sevilla, España, donde fundó la escuela y las compañías de danza “Tango Negro”, “Transitango” y finalmente "Alejandra Sabena Tango". Desde entonces, ha desarrollado una reconocida carrera como directora, productora y coreógrafa, organizando espectáculos y talleres de tango reconocidos en Europa y Marruecos.

### Actuaciones destacadas
- Participación en la Sexta Cumbre Mundial del Tango (2005, Sevilla) y Undécima Cumbre Mundial del Tango[7] y apertura de la Séptima Cumbre Mundial del Tango (2007, Valparaíso, Chile).
- Representaciones en teatros icónicos como el Teatro Lope de Vega (Sevilla)[8] y el Teatro Isabel la Católica (Granada).[9]
- Ha representado a Argentina en eventos internacionales destacando entre otros: Feria Mundial de Golf 1997 en España; “Noche Tangoy” en el Teatro Cantoni en Milán; “Ar Tango” en el Centro Cultural Olga Cadaval en Lisboa y  “A Vos Tango” en el Instituto Politécnico de Beja.

Otras representaciones importantes en Argentina han sido: 
- "Tango Mío", “Homenaje a Gerardo López”, “Aniversarios y Conciertos del Fantasista del teclado” en Teatro San Martín conocido como Teatro Libertador.
- “Viva el Tango” dirigido por “Raúl Garello”, compositor y bandoneonista.
- “Premios Carlos ’94,’95,’98” organizado por Ramón Yarda. Aperturas de Las Temporadas ’95 y ’96 de verano en Argentina, emitiéndose en ambas ocasiones en diferido por 45 canales de TV de todo el país.
- “Cosquín 2000”, convocada para interpretar a Norma Viola (eximia bailarina del folklore argentino) en el homenaje al Maestro “El Chúcaro”. En “Cosquín 92” también abrió las nueve noches con el Himno a Cosquín, transmitiéndose en directo para Latinoamérica. Repitió en Cosquín 96 en tres ocasiones.

### Colaboraciones
Alejandra Sabena ha compartido escenario e integró los espectáculos de artistas internacionales como Julio Iglesias, Horacio Ferrer, Jorge Sobral, María Garay, Sexteto Tango, Beba Pugliese, Rozana Fontan, Rubén Juárez y Raúl Garello, entre otros. También participó en producciones como FlamenTango (Compañía María Serrano).
Ha participado en anuncios publicitarios internacionales y programas de televisión como Extraños en la noche, Salud al día, La tarde aquí y ahora y Sabor a ti.

## Trayectoria como coreógrafa
Como coreógrafa, Alejandra Sabena ha bailado, dirigido y producido espectáculos destacados:
- Transitango la vida” (2010), con 35 artistas en escena.[11]
- Tango Mío (2008-2009), con 13 artistas en escena.
- 'Por amor al arte (2004-2006), con 12 artistas en escena.
- Le Tango (2000-2003), con 12 artistas, presentado en Italia (Palacio Real de Nápoles) y España.
- Identidad Tanguera (1997-1998), con 15 bailarines, premiado en Argentina como “Mejor espectáculo musical”.
- Tango Joven (1998), primera compañía de tango argentino integrada por artistas de 8 a 15 años.

También ha coreografiado producciones musicales como:
- Orgullo Vieja (2023), con 10 artistas en escena.[12]
- Ladrillos Rotos (2018), con 40 artistas en escena.[13]

Ha trabajado como coreógrafa en eventos de alto perfil, como: la presentación del perfume Pure Poison de Christian Dior en 2005.

## Trayectoria como maestra
Desde 1999, Alejandra Sabena imparte clases de tango, vals y milonga en España y en otros países. Ha dirigido talleres intensivos, con aforos de hasta 500 participantes simultáneos en Alemania, y ha sido profesora en instituciones como el Servicio de Actividades Deportivas de la Universidad de Sevilla (SADUS). 
En dicha institución fue pionera en impartir tango Argentino, aparte de bailes latinos y bailes de salón, realizando los dos primeros encuentros universitarios de bailes en España.
Creadora y divulgadora de algunos estilos variantes del tango argentino tradicional. Considerada “La Maestra del Tango” por sus innovaciones como docente y por enseñar constantemente a futuros profesores. Realizó y realiza monográficos de saltos, acrobacias y técnica para el escenario. Ha preparado técnicamente a campeones de competencias internacionales.
Pionera en enseñar el folclore argentino en Andalucía, sobre todo la Chacarera y la Zamba, llegando a tener 200 personas en sus cursos intensivos, consiguiendo afincar esta danza por las distintas provincias.
También es reconocida por la multitud de eventos benéficos que organiza con asiduidad

.

## Reconocimientos y otros logros
- Consagrada como mejor bailarina de la Sexta Cumbre Mundial del Tango celebrada en Sevilla, de entre 40 parejas profesionales convocadas de todo el mundo.
- Jurado en campeonatos internacionales y coordinadora de festivales de tango y de otros estilos. Particularmente especial fue el festival “Sevilla es Puro Tango 2018”, porque se marcó el hito de realizarse en la Sala Capitular Baja del Excelentísimo Ayuntamiento de Sevilla la primera milonga de la historia.[18]
- Portada de libros y discos,[19] además de ser inspiración para poetas como Antonio Segarra García[20] y Javier De Haro. También ha sido inspiración para obras completas.[21]
- Declarada “Personalidad Destacada en Cien Años de Historia de Villa Carlos Paz, Córdoba, Argentina 1913-2013” por el centro de Estudios Genealógicos e Históricos. Rubro Artista, bailarina de Tango reconocida a nivel nacional e internacional desde 1980 hasta la actualidad.
- Mejor Espectáculo musical en los Premios “Carlos 98” y el diario “Bamba 98” en Córdoba, Argentina.
- En 1995 recibió una Distinción Especial por su progreso y participación en el arte, premio del Diario Bamba '95.
- Premio “El Arte en el Tango” (diciembre 1994) por el Círculo de Suboficiales del Ejército Argentino.